# Xylena buckwelli
Xylena buckwelli is een vlinder uit de familie uilen (Noctuidae). De wetenschappelijke naam is voor het eerst geldig gepubliceerd in 1952 door Rungs.
De soort komt voor in Europa.